# 猩々池
猩々池（しょうじょういけ）は、日本の宮城県仙台市青葉区大倉にある池である。奥羽山脈の山中、船形山系の原生的自然の中にある。標高955メートル。
座標: 北緯38度26分23.6秒 東経140度36分15.8秒 / 北緯38.439889度 東経140.604389度

## 位置と自然
船形山の南南西、楠峰の東面にあり、この山の斜面が崩れ落ちた土砂による堰止湖である。大倉川のすぐそばで、急崖で落ち込む渓谷の縁とは数十メートルしか離れていない。山奥にあってほとんど人目につかず、原生的自然が保たれてきた。周囲はブナの天然林である。オオカサスゲ、ミツガシワの群落が池にせりだして水面の一部を覆う。モリアオガエルの一大産卵地で、初夏には木の枝に多数の卵が産み付けられる。